# Палата Качанивка
Палата Качанивка или Национални историјски и културни резерват „Качанивка” (укр. Національний історико-культурний заповідник Качанівка) је једно од многих сеоских имања које је подигао Петар Румјанцев, намесник Катарине Велике у Малорусији. Налази се на обали реке Смош у Черниговској области.

## Историјат
Палата Качанивка је основана 1770-их по архитектури неокласицизма Карла Бланка. Црква, оранжерија, волијера, водоторањ и неколико других објеката датирају из 19. века. Након смрти Николаја Румјанцева палата је припала породици Тарновски. Васил Тарновски је био заинтересован за историју Украјине па је сакупио колекцију оружја које је било у власништву хетмана Украјине. Међу посетиоцима палате из 19. века су били Николај Гогољ, Тарас Шевченко, Иља Рјепин, Михаил Врубел и Михаил Глинка који је радио на својој опери Живот за цара у летњиковцу. Иако су Совјети национализовали палату и користили је као казнену колонију и болницу за туберкулозу дворац је, сматра се, данас заједно са великим енглеским парком и неколико помоћних зграда изузетно добро очуван. Од 1982. године је проглашен националним културним резерватом и изабран је за један од седам чудесних замкова и палата Украјине.